# Varakļāni
Varakļāni wymowaⓘ (pol. Warklany, niem. Warkland) – miasto we wschodniej Łotwie (na obszarze historycznych Inflant). W latach 2009–2025 stolica novadsu Varakļāni.
W XVIII wieku należało do dóbr spolszczonej rodziny szlachty inflanckiej – Borchów.
W Warklanach 21 marca 1910 urodził się Bolesław Romanowski – polski komandor, morski oficer pokładowy okrętów podwodnych.
W mieście działają zakłady lniarskie oraz mleczarskie.

## Zabytki
- kaplica św. Wiktora z 1814 roku wg nieco wcześniejszego (zapewne z końca XVIII w.) projektu Vincenzo Mazzottiego sporządzonego na zlecenie oboźnego wielkiego litewskiego Michała Jana Borcha. Kaplica jest przykładem inspiracji wzorem Panteonu rzymskiego w architekturze polskiej przełomu XVIII i XIX w. Pierwotnie służyła zarówno jako kaplica grobowa hr. Borchów jak i miejsce przechowywania pozyskanych z Rzymu relikwii św. Wiktora Męczennika.